# Корсиканские братья (фильм, 1984)
«Корсиканские братья» (англ. Cheech & Chong's The Corsican Brothers) — американский комедийный фильм 1984 года, шестой полнометражный фильм дуэта комиков Чич и Чонг. Этот фильм — пародия на классический роман Александра Дюма «Корсиканские братья». По этой причине фильм отличается от всех предыдущих работ дуэта, здесь они не «укуренные», а корсиканцы Луи и Люсьен.

## Сюжет
Американская рок-группа повадилась устраивать концерты в центре Парижа прямо из своего фургона. В Америке их бы уже отправили в тюрьму, но в культурной Франции зрители начинают собирать им деньги, лишь бы только они замолчали. Подсчитывая выручку музыканты отправляются в кафе, где их замечает цыганка. Она заявляет им, что в прошлом они были братьями и если они дадут ей немного денег она расскажет им их историю…
Давным-давно на далёком острове жили два брата. В детстве из-за пожара они разделились, но в зрелом возрасте снова встретились. Один из них стал революционером, другой работал в Мексике на плантациях. Несмотря на разлуку, у них остались сильны братские чувства: когда одного кто-то ударит, то боль от удара чувствует другой и наоборот.
В стране во время охоты пропал король и поэтому правит королева, а помогает ей её фаворит Факер. Он очень злобный и тираничный, любит угнетать народ. Однажды, когда Факер проезжал неподалёку от места, где живут братья, он потерял свою любимую собачку. Её нашли братья-корсиканцы. Когда же он увидел, что собачку нашла чернь, то приказал отвести их в город для казни. Во время казни у гильотины произошла небольшая суматоха и корсиканцы смогли одолеть своих палачей. Факеру пришлось отменить казнь, так как на сторону братьев встал народ, принцессы также обратили внимание на отважных корсиканцев. Их перевели в помещение для пыток. Факер хотел вылить горячее масло на Луи, однако Люсьену удалось помешать этому. В итоге они освободились и покинули дворец, попутно познакомившись с принцессами.
Однако, Люсьен не может спокойно сидеть дома, у него есть навязчивая идея проникнуть во дворец и похитить там шпагу взамен поломанной своей, к тому же он хочет революции и освобождения народа. Луи приходится помогать ему, он придумывает план. Они загримируются под стилиста для королевы и Нострадамуса и вместе со свитой, одного знаменитого маркиза, проникнут во дворец во время торжеств по случаю дня рождения королевы. План удаётся, но Луи не может просто так теперь уйти, он жаждет боя и поднимает на уши весь дворец. Поскольку силы не равны братьев пленяют.
Народ передаёт в темницу чёрствый французский хлеб, который Люсьен использует как кувалду и раздвигает решётки. Ему удаётся бежать, его брату нет. В день казни брата Люсьен приводит ко дворцу вооружённый народ, который срывает казнь и свергает Факера. Страной продолжает править королева, но уже без притеснения простого народа.
У братьев дело идёт к свадьбам с принцессами. Они понимают, что их жизнь после этого сильно изменится. Им придётся жить во дворце и вести себя как богема. Они простые люди из народа и не могут этого принять. Люсьен закидывает Луи к себе на коня и вместе они ускакивают прочь…

## В ролях
- Чич Марин — Луи
- Томми Чонг — Люсьен
- Рой Дотрис — Факер, фаворит королевы
- Шелби Чонг — принцесса #1
- Рикки Марин — принцесса #2
- Иди Макклёрг — королева
- Робби Чонг — принцесса #3
- Жан-Клод Дрейфус — маркиз
- Рэй Дон Чонг — цыганка